# Иссанла
Иссанла́ (фр. и окс. Issanlas) — коммуна во Франции, находится в регионе Рона — Альпы. Департамент коммуны — Ардеш. Входит в состав кантона Кукурон. Округ коммуны — Ларжантьер.
Код INSEE коммуны — 07105.

## Население
Население коммуны на 2008 год составляло 123 человека.
| 1962 | 1968 | 1975 | 1982 | 1990 | 1999 | 2008 |
| ---- | ---- | ---- | ---- | ---- | ---- | ---- |
| 259  | 304  | 240  | 187  | 150  | 129  | 123  |

## Экономика

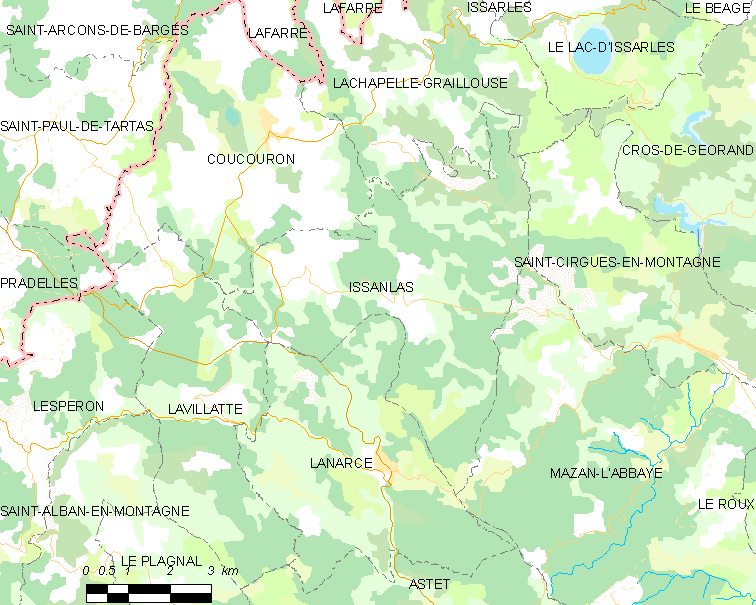
Карта коммуны

В 2007 году среди 76 человек в трудоспособном возрасте (15—64 лет) 55 были экономически активными, 21 — неактивными (показатель активности — 72,4 %, в 1999 году было 60,6 %). Из 55 активных работали 49 человек (30 мужчин и 19 женщин), безработных было 6 (4 мужчины и 2 женщины). Среди 21 неактивных 5 человек были учениками или студентами, 11 — пенсионерами, 5 были неактивными по другим причинам.